# Schulgesetz (Mecklenburg-Vorpommern)
Das Schulgesetz (SchulG M-V), regelt die rechtlichen Grundlagen des Schulwesens in Mecklenburg-Vorpommern.

## Gesetzesstruktur
Das Gesetz ist in 12 Teile gegliedert:
- Teil 1: Recht auf schulische Bildung und Auftrag der Schule (§ 1 – § 4)
- Teil 2: Gegenstandsbereiche des Unterrichts, Rahmenlehrpläne und Stundentafeln (§ 5 – § 11)
- Teil 3: Aufbau der Schule (§ 12 – § 40)
- Teil 4: Schulpflicht (§ 41 – § 51)
- Teil 5: Schulverhältnis (§ 52 – § 69)
- Teil 6: Datenschutz (§ 70 – § 72)
- Teil 7: Schulmitwirkung (§ 73 – § 94)
- Teil 8: Schulverwaltung (§ 95 – § 101)
- Teil 9: Schulträgerschaft, Schulentwicklung (§ 102 – § 108)
- Teil 10: Schulfinanzierung (§ 109 – § 115)
- Teil 11: Schulen in freier Trägerschaft (§ 116 – § 131)
- Teil 12: Schluss- und Übergangsvorschriften (§ 132 – § 144)

## Wesentliche Gesetzesinhalte

### Recht auf Bildung
Der § 1 des Gesetzes proklamiert ein Recht auf Bildung für Jedermann. Die Bildung soll hierbei durch Wertentscheidungen des Grundgesetzes und der Landesverfassung geprägt und beeinflusst sein, Wissen, Kenntnisse und Fähigkeiten vermitteln und die Schüler auf das Leben vorbereiten.

### Religion und Ethik
Der Religionsunterricht ist Pflichtfach und in Übereinstimmung mit den Kirchen und Religionsgemeinschaften zu erteilen. Wird an ihm nicht teilgenommen, muss das Fach Philosophie belegt werden.

### Schulpflicht
Jeder Einwohner des Landes ist nach Maßgabe des Gesetzes schulpflichtig. Die Schulpflicht umfasst hierbei die Pflicht zum Besuch einer Grundschule und einer weiterführenden Schule. Der vereinzelte Verstoß gegen die Schulpflicht nach Vollendung des 14. Lebensjahres ist eine Ordnungswidrigkeit, der wiederholte oder dauerhafte Verstoß ist strafbar.

### Schulgeld
Der Besuch der Schule ist kostenfrei.

### Erziehungs- und Ordnungsmaßnahmen
Erziehungsmaßnahmen sind das vorrangige Mittel zum Schutz von Personen und Sachen. Ordnungsmaßnahmen sind dahingegen das letzte Mittel der Schule.

### Mitwirkung
Die Schule gewährleistet umfangreiche Mitwirkungsmöglichkeiten in Form von Gremien. Die Konferenzen beraten und entscheiden nach Maßgabe dieses Gesetzes über alle wesentlichen Angelegenheiten des schulischen Lebens.

### Kosten
Die Kosten der Schule hat der Schulträger zu übernehmen. Dieser kann eine Gemeinde, ein Landkreis oder das Land selbst sein.

## Geschichte
Die Verfassung des Landes Mecklenburg vom 16. Januar 1947 traf im elften Abschnitt Volksbildung Bestimmungen zum Schulwesen. Demnach stand dieses unter staatlicher Aufsicht und sollte Grundsätzen der Demokratie folgen. Es bestand demnach auch allgemeine Schulpflicht bis zum Ende des 18. Lebensjahres, ein Recht auf Bildung und Schulgeldfreiheit. Die Schule sollte als Mittlerin der Kunst die Schüler zu Demokratie, friedlichem Zusammenleben und Menschlichkeit erziehen. Das Land Mecklenburg-Vorpommern wurde am 9. Juli 1949 als Gliedstaat der DDR gegründet, nachdem Vorpommern dem Land Mecklenburg angegliedert wurde. Bereits drei Jahre später wurde das Land jedoch durch die Besatzungsmacht wieder aufgelöst und in drei Bezirke unterteilt. Es galt daher allein das Schulrecht der DDR, weil die zugrundeliegende Landesverfassung wegfiel.
Am dritten Oktober 1990 wurde das Land im Zuge der Wiedervereinigung neu gegründet.
Der Artikel 15 der Landesverfassung, welcher im dritten Abschnitt Staatsziele zu finden ist, beschäftigt sich mit dem Schulwesen. Er legt unter anderem eine allgemeine Schulpflicht und das Ziel der schulischen Erziehung fest. Dieses ist es demnach, freie Persönlichkeitsentwicklung, Verantwortung für die Gemeinschaft und zukünftige Generationen sowie die Achtung vor dem Leben zu fördern. Hierbei wird die Durchlässigkeit der Bildungsgänge gewährleistet und die Religionsfreiheit in der Schule konstituiert. Der sechste Absatz der des Artikels der Landesverfassung gibt einen konkreten Gesetzgebungsauftrag, aufgrund dessen das Schulgesetz am 15. Mai 1996 erstmals erlassen wurde. Es kam in der Folgezeit zu diversen Änderungen und einer Neufassung am 10. September 2010, nach welcher die Norm insgesamt zwölf Anpassungen erfuhr. Die aktuelle Fassung gilt seit dem 1. Januar 2020.